# Sorbier décoratif
Sorbus decora
Espèce
Sorbus decora, communément appelé le Sorbier décoratif, est une espèce de plantes à fleurs de la famille des Rosaceae.

## Liste des variétés
Selon Tropicos (23 mars 2022) :
- variété Sorbus decora var. decora
- variété Sorbus decora var. groenlandica (C.K. Schneid.) G.N. Jones